# Ján Kramár
Ján Kramár (14. září 1928 Rybany – 28. listopadu 2020) byl slovenský herec a otec Maroše Kramára.
V roce 1949 studoval herectví na ODK v Bratislavě. V letech 1949–1954 byl členem vesnického divadla a od roku 1954 členem činohry Nové scény. Ve filmech a televizi se uplatnil jako výrazný představitel lidových postav. Hrál v televizních seriálech Medený gombík (1970) a Povstalecká história (1984). Výrazně se uplatnil i v dabingu.

## Filmografie
- 1957 – Štyridsaťštyri (Pavel Kubica)
- 1959 – Kapitán Dabač
- 1959 – Pán a hvezdár (Kubo, hvězdář Pastiero Kubando)
- 1962/1963 – Jánošík I–II (Zvaroň)
- 1965 – Smrť prichádza v daždi
- 1966 – Majster kat (starý richtár)
- 1966 – Vrah zo záhrobia (Martin)
- 1968 – Traja svedkovia (Tono Hruška)
- 1973 – Hriech Kataríny Padychovej (Očko)
- 1974 – Cesta ženy (Paľo Roháček)
- 1974 – Kto odchádza v daždi... (Mičko)
- 1974 – Trofej neznámeho strelca (Hajník Demko)
- 1975 – Život na úteku (Samek)
- 1976 – Červené víno
- 1976 – Pozor, ide Jozefína! (Benedikt Grznár)
- 1977 – Advokátka (dozorce)
- 1977 – Zlatá réva (traktorista Štefan Vrúbik)
- 1979 – A pobežím až na kraj sveta (otec Parila)
- 1979 – Blízke diaľavy (mistr)
- 1981 – Člny proti prúdu (Donát)
- 1981 – Nevera po slovensky (Ivanův otec)
- 1981 – Otec (krmič)
- 1981 – Plavčík a Vratko (muzikant)
- 1982 – Predčasné leto (otec)
- 1982 – Soľ nad zlato (velitel stráže)
- 1983 – Mŕtvi učia živých (dělník)
- 1986 – Cena odvahy (Leško)
- 1987 – Začiatok sezóny (Jurica)

## Diskografie (výběr)
- 2007 Koza rohatá a jež, Domček, domček, kto v tebe býva? – A.L.I. – CD (v pohádce Koza rohatá a jež účinkují: Ježek: Ján Gallovič, Koza: Szidi Tobias, Liška: Bibiana Ondrejková, Vlk: Štefan Bučko, Medvěd: Ján Mistrík, Stařík: Ján Kramár
- 2007 Vtáčí kráľ, Traja zhavranení bratia – A.L.I. – MC, CD (v pohádce Traja zhavranení bratia účinkují: Vypravěč: Štefan Kvietik, Anička: Petra Kolevská, Jakub (dítě): Michal Domonkoš, Jakub: Miroslav Trnavský, Juraj (dítě): Ondrík Kaprálik, Juraj: Martin Kaprálik, Janko (dítě): Felix Dacej, Janko: Jozef Domonkoš, Matka: Viera Richterová, Otec: Ján Kramár, Král: Maroš Kramár, Jolana: Ina Gogálová, Vědma: Eva Rysová, Komorník: Ján Kramár